# Henrik 6. af Reuss-Köstritz
Henrik VI rigsgreve af Reuss-Köstritz (ty. Heinrich) (født 1. juli 1707, død 17. maj 1783) var en tysk fyrste og dansk amtmand, kammerherre, gehejmeråd og overhofmester for Sorø Akademi.

## Karriere
Han var søn af Henrik XXIV greve af Reuss (yngre linje) til Plauen og Köstritz og Marie Eleonore Emilie f. grevinde Promnitz og fødtes 1. juli 1707. Udgået fra et udpræget pietistisk hjem sendtes han 1732 til Danmark, udnævntes 1739 til kammerherre og blev året efter hvid ridder. 1742 udnævntes han til stiftamtmand over Christianssands Stift og amtmand over Nedenæs Amt, 1746 til amtmand over Sorø Amt og året efter tillige til overhofmester ved det nydannede Sorø Akademi og stiftamtmand over Sorø købstad. Under sit ophold her i landet havde grev Reuss tilegnet sig det danske sprog så godt, at han ved indvielsen af akademiet 1747 holdt åbningstalen på dansk; et tilfælde, der vistnok er enestående blandt de mange tyskere, Bernstorff'erne iberegnede, der i det 18. århundrede indkaldtes her til landet.
Büsching betegner greven som en herre ikke uden lærde kundskaber, også gudfrygtig og en menneskeven, men alt for afhængig af sin rige gemalinde. 1748-54 var han amtmand over Ringsted Amt og udnævntes 1754 til amtmand over Sønderborg Amt. 1747 blev han gehejmeråd og fik 1779 elefantordenen. 1765 forlod han Danmark og trådte i preussisk tjeneste som minister. Han døde 17. maj 1783.

## Ægteskab
Han ægtede 16. december 1746 Anna Francoise Henriette Suzanne Casada Marguerite Marquise de Monteleone (2. maj 1725 – 6. januar 1761), datter af Don Antonio Casado marquis de Monteleone og Marguerite f. Huguetan, komtesse af Gyldensteen. De havde 7 børn:
- Friederike (1748-1798) ∞ Johann Christian 2. af Solms-Baruth (1733-1800), søn af Johann Karl af Solms-Baruth (1702-1735)
- Eleonore (1749-1749)
- Heinrich 40. (1750-1751)
- Heinrich 43. af Reuss-Köstritz (1752-1814)
- Heinrich 45. (1753-1760)
- (barn) (1755)
- Heinrich 48. (1759-1825) ∞ Christine von Schönburg-Wechselburg (1766-1833), datter af Karl Heinrich 2. von Schönburg-Wechselburg zu Glauchau (1729-1800)